# Hvězdoňovice
Hvězdoňovice település Csehországban, a Třebíči járásban. Hvězdoňovice Pokojovice, Čechočovice, Krahulov, Okříšky, Markvartice és Petrovice településekkel határos. Lakosainak száma 108 fő (2024. január 1.).

## Népesség
A település lakosságának változását az alábbi diagram mutatja:
| Lakosok száma | 198  | 173  | 155  | 94   | 99   | 89   | 102  | 107  | 115  | 108  |
|               | 1869 | 1890 | 1921 | 1950 | 1980 | 2001 | 2017 | 2019 | 2022 | 2024 |